# Ziggy Elman

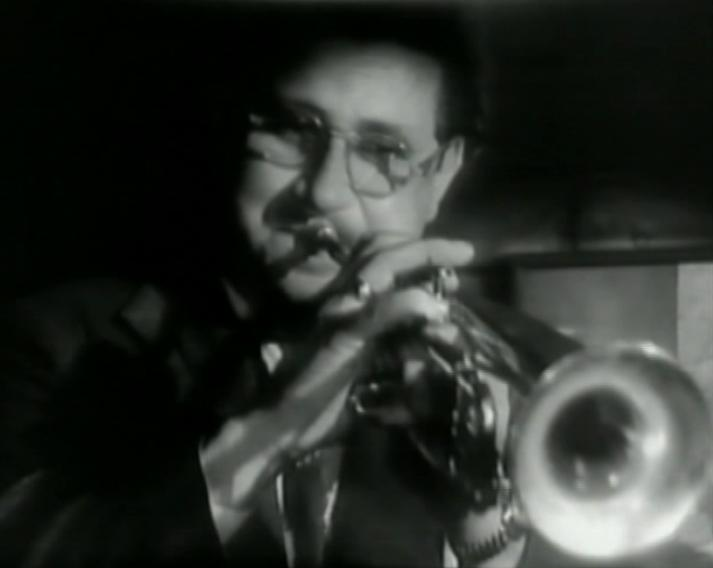
Ziggy Elman in de film 'The Fabulous Dorseys' (1947)

Harry Aaron Finkelman (beter bekend onder zijn artiestennaam Ziggy Elman) (Philadelphia, 26 mei 1914 - Los Angeles 26 juni 1968) was een Amerikaanse jazz-trompettist, trombonist, klarinettist, saxofonist en bigband-leider uit het swing-tijdperk. Hij speelde bij Benny Goodman en Tommy Dorsey. Zijn bekendste compositie is 'And the Angels Sing'.
Elman speelde aanvankelijk viool, op aandringen van zijn vader, maar was meer geïnteresseerd in blaasinstrumenten zoals trombone. Zijn eerste professionele job kreeg hij in 1932 bij Alec Barthas Band, die op de Steel Pier in Atlantic City speelde. Hier werd hij opgemerkt door Benny Goodman die hem naar zijn band haalde. Elman speelde er vanaf 1936 trompet. In 1938 en 1939 maakte Elman als leider een twintigtal plaatopnames met bandleden van Goodman. Hieronder was een eigen bewerking van de klezmer-song 'Frailich in Swing', opgenomen in december 1938. Kort na de opname van dit nummer maakte het orkest van Goodman met Elman op trompet van dezelfde song een nieuwe opname, nu door Johnny Mercer voorzien van tekst. Het lied 'And the Angels Sing' werd gezongen door zangeres Martha Tilton en werd een nummer één-hit. Het is sindsdien een jazzstandard en wordt nog steeds gespeeld en gebruikt in films.
Na zijn werk voor Goodman speelde Elman bij Joe Venuti en een aantal jaren (met onderbrekingen) bij het orkest van Tommy Dorsey, waar hij tot 1948 bleef. Vanaf 1947 had hij een eigen band, waarmee hij met een nieuwe versie van 'Body and Soul' een hit scoorde. Hij doekte de band op toen bigbands niet meer populair waren en werkte daarna voor radio, film en tv. Ook speelde hij af en toe als studio-muzikant bij opnames van onder meer Dinah Shore, Dinah Washington en Bing Crosby.

## Discografie (selectie)
- Ziggy Elman 1938-1939, Classics
- Ziggy Elman and His Orchestra, Circle, 1947
- Dancing With Zig, MGM, 1952
- Sentimental Trumpet, MGM, 1956

- Bibsys: 5077032
- Biblioteca Nacional de España: XX4578399
- Bibliothèque nationale de France: cb13893649j (data)
- Gemeinsame Normdatei: 134761340
- International Standard Name Identifier: 0000 0001 1655 6108
- Library of Congress Control Number: nr93017601
- MusicBrainz: 6e73d594-cab7-4e9c-8257-ea46bb6529e3
- Nationale Bibliotheek van Tsjechië: xx0114535
- Nationale Bibliotheek van Israël: 987007578699505171
- Nationale Bibliotheek van Polen: a0000003339457
- SNAC: w6pr8gt6
- Virtual International Authority File: 61731670
- WorldCat: E39PBJktrbbTVbykddFdcft7pP